# Frank Konersmann
Frank Konersmann (* 4. Januar 1961 in Düsseldorf) ist ein deutscher Historiker.
Konersmann wurde nach einem Studium der Geschichtswissenschaft mit einer Arbeit zur Kirchengeschichte des Herzogtums Pfalz-Zweibrücken in der Frühen Neuzeit 1995 an der Universität Bielefeld promoviert. Er ist in der Abteilung Geschichte der Fakultät für Geschichtswissenschaften, Theologie und Philosophie der Universität Bielefeld tätig.
Seine Forschungsschwerpunkte sind die Kirchengeschichte, die Regionalgeschichte und die Unternehmensgeschichte.

## Schriften (Auswahl)
Monografien
- Die Fürstin Pauline als Erfinderin ihrer selbst (1769–1820). Ein biographischer Essay. Verlag für Regionalgeschichte, Bielefeld 2020.
- Der Heilpädagoge Herbert Müller in Eben-Ezer. Biographie eines Schul- und Anstaltsleiters (1906–1968). Verlag für Regionalgeschichte, Gütersloh 2019.
- 150 Jahre Singen im Arion. 1859–2009. Männerchorgesang „im Dienste der Freiheit“ und „im Dienste der Öffentlichkeit“. Festschrift zum 150. Jubiläum des Männergesangsvereins Arion in Bielefeld. Westfalen-Verlag, Bielefeld 2009.
- Die Tenges. 400 Jahre Unternehmer in Osnabrück und Ostwestfalen. Verlag für Regionalgeschichte, Bielefeld 2004.
- Kirchenregiment und Kirchenzucht im frühneuzeitlichen Kleinstaat. Studien zu den herrschaftlichen und gesellschaftlichen Grundlagen des Kirchenregiments der Herzöge von Pfalz-Zweibrücken 1410–1793. Zechner, Speyer 1996.

Herausgeberschaften
- Für ein Leben in Vielfalt. Historische Einblicke und Einsichten in 150 Jahre Stiftung Eben-Ezer (1862–2012). Verlag für Regionalgeschichte, Bielefeld 2012.
- mit Klaus-Joachim Lorenzen-Schmidt: Bauern als Händler. Ökonomische Diversifizierung und soziale Differenzierung bäuerlicher Agrarproduzenten (15.–19. Jahrhundert). Lucius & Lucius, Stuttgart 2011.
- mit Hans Ammerich: Historische Regionalforschung im Aufbruch. Studien zur Geschichte des Herzogtums Pfalz-Zweibrücken anlässlich seines 600. Gründungsjubiläums. Verlag der Pfälzischen Gesellschaft zur Förderung der Wissenschaften, Speyer 2010.